# Lenguas dyangadi
Dyangadi es una posible pequeña familia de lenguas aborígenes australianas extintas o casi extintas de Nueva Gales del Sur:
- Nganyaywana, también conocido como Anaiwan
- Dyangadi también conocido como Burgadi

Una vez fueron incluidos entre las lenguas kúricas.
Sin embargo, Bowern (2011) retiene Dyangadi en Kuric, eliminando solo Nganyaywana como una rama separada de Anewan.